# Obleganje Kamjanca-Podolskega (1672)
Obleganje Kamjanca-Podolskega (poljsko Oblężenie Kamieńca Podolskiego, turško Kamaniçe kuşatması je bilo osmansko obleganje poljske trdnjave Kamjanec-Podolski (zdaj Kamjanec-Podilski, Ukrajina), ki se je začelo 18. avgusta 1672 in trajalo do 27. avgusta, ko so poljski branilci kapitulirali. Med obleganjem je polkovnik Jurij Volodjovski izvedel več uspešnih izpadov lahke konjenice. 

## Obleganje
Kamjanec-Podolski, znan kot "ključ Podolja", je imel močno, vendat zastarelo obzidje in posadko 1.500 mož, večinoma Poljakov, Ukrajincev in Litovcev. Osmanska vojska pod poveljstvo Koprulu Fazil Ahmed Paše je štela 150.000 mož. Okrepljena je bila z enotami Tatarov, Moldavcev, Vlahov in kozakov. Poljski vojski, v kateri so bili pehootni polk krakovskega škofa Andeja Trebickega, regimenta kapitanov Vasoviča in Bukarja, trdnjavska posadka majorja Kvasiborskega in več drugih manjših enot, je poveljeval starosta Podolja Mikolaj Potocki. Vojska 1.500 mož je bila premajhna, da bi lahko uspešno branila tako veliko trdnjavo. 
Prve enote Krimskih Tatarov so prišle v bližino trdnjave 12. avgusta. Dva dni kasneje je prišla še glavnina osmanske vojske. Zgradila je sedem velikih okopov in začela s sto sodobnimi topovi obstreljevati  trdnjavo. 20. avgusta so Osmani zadeli enega od stolpov Starega gradu, v katerem je bilo  skladišče streliva. Stolp je v veliki eksploziji razneslo. Sledil je napad osmaske pehote, ki so ga Poljaki uspeli odbiti, vendar so utrpeli zelo velike izube. Po napadu se je Mikolaj Potocki odločil zapustiti Novi grad, pod katerega so napadalci izkopali dolge rove in jih zaminirali. Stari grad s srednjeveškim obzidjem ni bil primeren na sodobno obleganje, zato je odločitev Potocega spravila branilce v zelo težaven položaj. 26. avgusta so Turki pod enega od stolpov skopali rov in ga uničili. Sledil je napad pehote, ki so ga Poljaki uspeli odbiti.
26. avgusta 1672 se je Potocki odločil predati in 30. avgusta je poljska vojska zapustila trdnjavo. Tri dni kasneje je v mesto vstopil  Ahmed Paša. Kamjanec je ostal v osmanski posesti 27 let. Leta 1692 je hetman Stanislav Jan Jablonovski 20 km od Kamjanca zgradil trdnjavo Okopi svete Trojice, ki naj bi ustavila morebitni napad Osmanov, 
17. oktobra je Poljska podpisala Bučaški mirovni sporazum, s katerim sta se Poljska in Litva stinjali, da Osmanskemu cesarstvu plačujeta letni davek 22.000 dukatov. Po sklenitvi Karlovškega miru je bil  Kamjanec leta 1699 vnjen Poljski.

## Vir
- Davies, Brian L (2007). Warfare, State and Society on the Black Sea Steppe, 1500-1700. London: Routledge. ISBN 9780415239851.